# Affaire de la Vallée Blanche
L'affaire policière dite affaire de la Vallée Blanche est une enquête judiciaire non élucidée, contemporaine de l'Affaire Vincendon et Henry, au sujet de la mort dans le massif du Mont-Blanc en avril 1956, de Frédéric Ebel, trafiquant international de métaux précieux, recherché par la police alors que son complice a réussi à franchir la frontière quelques jours avant. 
Avant son départ, les gendarmes ont tenté de l'interroger et il a rencontré à Chamonix Jacques Franchi, du « gang des cigarettes » en pleine réorganisation des réseaux de trafic de cigarettes. Ebel est mort à 3000 mètres d'altitude alors qu'il tentait de se réfugier en Italie. Avec lui sont décédés le moniteur et ex-champion de ski Joachim Muckenbrunn et le plus célèbre des guides de la vallée de Chamonix, Paul Demarchi, héros de plusieurs sauvetages et opérations spectaculaires qui lui avaient coûté en 1938 une amputation des orteils. Les trois victimes sont retrouvées sans leurs gants malgré les nuits glaciales à cette altitude.
L'affaire de la Vallée Blanche a inspiré un roman écrit par un ami des victimes, chez qui elles s'étaient réunies avant leur mort, qui décrit très précisément les développements de l'affaire. 
La popularité du guide décédé attire l'attention sur la faible organisation du secours en montagne en France. Huit mois plus tard au même endroit, dix jours de calvaire à 4000 mètres de deux jeunes alpinistes, partis le 22 décembre 1956 gravir le mont Blanc par la Brenva, suivis à la jumelle depuis la vallée,, déchaînent à nouveau les passions et la compassion pour les sauveteurs, Paris-Match rappelant que la veuve et les orphelins de Paul Demarchi vivent dans la nécessité, ce qui va contribuer à la création des pelotons de gendarmerie de haute montagne,. 
Selon un récapitulatif de la guide-conférencière Christine Moyon-Lasserre, effectué à partir des articles de nombreux hebdomadaires et du quotidien Le Temps de Paris qui ont couvert l'enquête, les chamoniards ont été « abasourdis » par les révélations de l'enquête sur l'affaire de la Vallée Blanche, qui a mis au jour beaucoup d'énigmes dans le comportement des trois victimes . Au même moment Maurice Herzog fait discrètement publier une autobiographie posthume et tronquée de Louis Lachenal, décédé accidentellement fin 1955 après seize opérations de ses pieds gelés en cinq ans, suscitant le malaise car le manuscrit a lui aussi été amputé, d'un chapitre entier, alors que le «roman vécu» de leur conquête commune, "Annapurna, premier 8000" se vend à 15 millions d'exemplaires. 

## Contexte
L'affaire de la Vallée Blanche est contemporaine de l'Affaire du double meurtre de Montfort l'Amaury, qui débute le 31 mai 1955 dans la forêt de Rambouillet et dont les ramifications s'étendent, elles aussi, jusqu'en Espagne et au Maroc. Les enquêteurs retrouveront les mêmes réseaux et la même banque dans les deux affaires.
Dès le début du travail des enquêteurs, Le Monde affirme qu'ils seront « peut-être amenés à faire un rapprochement entre cette affaire et celle de Montfort-l'Amaury » et précise qu'Ebel était en passe de « prendre la direction et le contrôle (..) en vue de nouvelles opérations frauduleuses » de la banque qui avait escompté 60 millions de francs de traites de cavalerie pour Francis Bodenan dans l'affaire du double meurtre de Montfort l'Amaury. Selon le même journal, le truand Jo Attia, également cité dans cette affaire et alors toujours incarcéré à Tanger, « connaissait de son côté des courtiers de cet établissement ».

## Les circonstances
Le second tronçon français du téléphérique de l'Aiguille du Midi, inauguré neuf mois plus tôt, le 24 juin 1955, permettant de s'élever à 3 778 m en quelques minutes, n'est pas ouvert au mois d'avril.
Le corps du guide est curieusement retrouvé à seulement une centaine de mètres de son arrivée, dans un secteur qu'il connait dans le détail, ayant gardé pendant des années le refuge le plus proche puis participé au chantier de construction du téléphérique.
Le télécabine Panoramic Mont-Blanc qui prolongera ce dernier à partir de 1957 pour traverser le glacier du Géant, depuis l'Aiguille du Midi, jusqu'à la Pointe Helbronner marquant la frontière avec l'Italie, n'existe pas encore en avril 1956. 
Magré le climat très rigoureux d'avril à cette altitude, les victimes espéraient effectuer ce parcours à ski, en partant de Chamonix, afin que l'une d'elles, Fréderic Ebel, redescende ensuite sur l'Italie en utilisant le téléphérique italien, présent à partir de pointe Helbronner, qui avait lui été inauguré pour l'exploitation au public le 28 août 1947.
Depuis juin 1955, côté français, le nouveau téléphérique de l'Aiguille du Midi permettait la descente à ski hors piste de la Vallée Blanche , itinéraire non balisé et non surveillé, sur les glaciers du Géant, du Tacul et Mer de Glace. Le célèbre alpiniste Louis Lachenal, revenu les pieds gelés de l'expédition qui avait vaincu en 1950 l'Annapurna, était mort en tombant dans une crevasse, après l'effondrement d'un pont de neige, lors d'une de ces descentes à ski de la Vallée Blanche, effectuée hors-saison, en novembre 1955, peu avant l'affaire de la Vallée Blanche.

## Les victimes
Le drame cause trois victimes, Paul Demarchi, environ 43 ans, considéré comme le plus célèbre des guides de Chamonix à l'époque, le moniteur et ex-champion de ski Joachim Muckenbrunn, environ 53 ans, et un de leurs clients, Frédéric Ebel, alias Perrin, environ  41 ans. Leurs corps sont retrouvés à trois endroits différents de la Montagne. Ebel semble selon l'autopsie avoir décédé une dizaine d'heures avant les deux autres, dans la crevasse où tous trois semblent s'être abrités d'une tempête.

### Frédéric Ebel
Né en 1915 à Katowice (Pologne) puis naturalisé français, Frédéric Ebel était accusé d'avoir recouru à des licences d'importation pour un marché fictif de machines-outil, afin de faire tourner un trafic de devises portant sur plus d'un milliard de francs. 
Une semaine avant lui, son homme de paille Gaston Chevey, 67 ans, a franchi la frontière, à Modane le 2 avril, alors qu'il se savait recherché par les services parisiens de la police économique. Il sera interpellé par Interpol[Information douteuse] une semaine après le drame dans la banlieue napolitaine, à la villa Ruggieri - dont les occupants étaient en relation avec Ebel. Ce dernier,
dirigeant une société de transport basée à Genève,, qui lui servait de couverture, il était connu depuis la fin de la guerre pour des transactions sur d'importantes quantités de litres étrangers spoliés par les Allemands. Son arrestation en 1949 par la sûreté nationale et la police de l'air faisait suite à celle de Bernard Stcinworth, en possession de 25 kilos d'or,, et aux documents saisis sur commission rogatoire à Genève établissant qu'en moins d'un an ils avaient introduit frauduleusement plus de deux tonnes d'or en France, grâce à une flotte de huit avions Beechecraft bimoteurs basés à l'aérodrome d'Amsterdam. Il fut ensuite répertorié comme commerçant sur le boulevard Beauséjour à Paris.
Soucieux de se réfugier en Italie, il avait dans un premier temps demandé à plusieurs reprises, dès la fin mars, l'autorisation d'emprunter le téléphérique de l'Aiguille du Midi, inauguré depuis seulement quelques mois mais normalement fermé à cette époque. La direction refuse de le rouvrir pour lui et il décida, pour aller en Italie, de gagner le col du Géant, en remontant la Mer de Glace et la Vallée Blanche en ski de montagne.
Trois semaines après la mort de Frédéric Ebel, un de ses partenaires en affaires, le Turc Nessim Lévi est condamné par la Justice à payer à 300 000 francs d'amende, pour avoir rapatrié clandestinement, par la Turquie, des montants provenant d'un marché d'exportation aux États-Unis.

### Paul Démarchi
La plus emblématique des trois victimes est le guide, Paul Demarchi, 43 ans, qui laisse une veuve et trois enfants. Il ignorait tout des motivations et projets de son client car il avait été recruté indirectement par un intermédiaire, son ami le moniteur de ski Joachim Muckenbrunn, une autre célébrité de la vallée de Chamonix. Leur client commun, prétextant un rendez-vous d'affaires urgent à Courmayeur, sur le versant italien du mont Blanc leur avait demandé de les emmener jusqu'au col du Géant, à la frontière, où le téléphérique l'aurait ensuite redescendu côté italien .
« Fils, petit-fils et arrière-petit-fils de guides, surnommé "le Butsch" ( "le Colosse" en patois chamoniard) », son « aspect physique évoquait la figure de l'acteur allemand Gustav Diessl, héros du fameux film de l'allemande Leni Riefenstahl » SOS Eisberg, racontant en 1933 une expédition partie à la recherche d'un groupe de scientifiques égarés un an auparavant. 
Paul Démarchi avait été surnommé « le Saint-Bernard des Neiges » et « le guide aux quarante sauvetages », effectués entre 1930 et 1955, parmi lesquels celui de 1951, à la recherche des corps des victimes du crash sur le sommet du mont Blanc de l'avion indien Malabar Princess, à 4 700 mètres d'altitude, qui a inspiré La Neige en deuil, roman de l'écrivain français Henri Troyat paru en 1952, puis le le film éponyme de 2004. 
Paul Démarchi avait dès 1938, à l'âge de seulement 25 ans, perdu plusieurs orteils, enlevés par des engelures à 4000 mètres d'altitude lorsqu'il avait pris la tête de la caravane de secours du sauvetage spectaculaire de février 1938, organisé pour les trois alpinistes qui venaient de réussir la première traversée hivernale des Aiguilles du Diable, au Mont-Blanc du Tacul, exploit qui a inspiré quatre ans après À l'assaut des aiguilles du Diable, grand classique et grand réussite commerciale du cinéma de montagne, tourné en 1942 par le réalisateur de cinéma de montagne Marcel Ichac (1906-1994), avec l'alpiniste Armand Charlet dans son propre rôle. 
Le 10 février 1938, pris dans une tempête de neige, le guide suisse Raymond Lambert et ses deux clients genevois, Erica Stagni et Marcel Gallay, s'étaient réfugiés dans une crevasse au col Maudit, un lieu proche de celui des trois décès de l'affaire de la Vallée Blanche. Raymond Lambert, quasiment mourant, avait trouvé la force d'en ressortir trois jours après pour chercher secours et croiser par chance la colonne de secours. Deux des trois rescapés avaient ensuite obtenu des succès de librairie en revenant sur le drame par la plume, en 1940, 1946 et 1952, l'édition française du premier des deux livres de Marcel Gallay étant sous-titrée "Étude médicale sur les congélations", . Raymond Lambert, amputé de plusieurs orteils lui aussi, avait même accédé à la notoriété mondiale lors de l'expédition suisse à l'Everest de 1952, capitalisant sur l'expédition de reconnaissance britannique de 1951 et dernier jalon avant la célèbre expédition victorieuse britannique de 1953.
De son côté, Paul Démarchi, handicapé et « empêché d’exercer » par l'amputation de plusieurs orteils subie en 1938, était devenu en 1939 le gardien du nouveau refuge du Plan de l'Aiguille, où il porte secours au jeune Louis Lachenal, qui vient d'effectuer à 18 ans, avec Louis Faramaz sa première grande course à l'Aiguille du Grépon. Le refuge sera plus tard gardé par Jean Schuler et Rionda (1948), puis Lucien Thivierge et André Zizi, avant d'être réquisitionné, de 1950 à 1954, pour construire et accueillir les bennes du premier tronçon français du téléphérique de l'Aiguille du Midi  et lors de la construction du second tronçon du téléphérique de l'Aiguille du Midi, malgré son handicap, avec ses deux frères Gérard et Roger, eux aussi guides de Chamonix, et trois guides italiens, Paul Démarchi « réussit l'exploit » de descendre la face Nord de l'Aiguille du Midi en tirant dans son sillage un câble de 1850 mètres de long, pesant près d'une tonne, sur lequel va reposer la totalité du second pendant sept décennies. Il avait aussi, dès les années 1930, hissé seul cuisinière de fonte de plus d'un quintal, de la gare d'altitude du Montenvers au chantier de construction du refuge du Couvercle.

### Joachim Muckenbrunn
Le moniteur de ski, Joachim Muckenbrunn, dit "Henri", 53 ans et d'origine polonaise, naturalisé Français depuis deux décennies est aussi appelé "le beau Muck" dans la vallée de Chamonix. Sept fois champion de ski dans sa jeunesse et deux fois champion de saut à ski, il était l'idole locale de la Montagne des Tatras, dans le massif des Tatras, à la frontière de la Slovaquie et de la Pologne avant de s'installer à Chamonix après y avoir participé aux Jeux olympiques d'hiver de 1924, leur première édition de l'Histoire. À la fois romantique et séducteur, bon danseur et moniteur de ski des personnalités, puis architecte-décorateur, il tient un négoce de matériel de ski avant la Seconde Guerre mondiale, au cours de laquelle ses affaires sont emportées par une dénonciation à la Milice qui l'oblige à partir se cacher à Annecy puis à vendre son chalet après-guerre.

## Les énigmes non élucidées
Selon l'enquête de la guide-conférencière Christine Moyon-Lasserre à partir de compilations et recoupements de presse, sur une affaire qui fait la "Une" de l'hebdomadaire Détective, mais aussi du quotidien L'Aurore, les trois victimes ont été retrouvées habillées de vêtements légers, leurs vêtements chauds étant restés dans leurs sacs, de même que les gants du guide Paul Demarchi. De plus, le corps de ce dernier n'a été retrouvé qu'à une centaine de mètres du tunnel de l'Aiguille du Midi, proche d'un lieu où il aurait pu se réfugier et alerter les secours par la radio, et « très loin de la crevasse » où sera retrouvé le lendemain Fréderic Ebel. 
Les trois victimes ont tout d'abord passé une première nuit au petit "refuge-buvette du chapeau", à l'altitude de 1576 mètres, où le gardien Luc Couttet a prêté une paire de gants au guide. Ils en partent le 5 avril à 7 heures du matin, et ils sont aperçus entre 14 heures 30 et 15 heures, au-dessus des séracs du glacier du Géant par un groupe qui redescend en raison des risques de tempête . Ils n'ont donné plus aucune nouvelle 55 heures après leur départ, ce qui décide Camille Tournier, guide-chef à lancer une caravane de trois secouristes comprenant Gérard Demarchi, frère de Paul, et Alfred Ravanel, avec l'autorisation de rouvrir exceptionnellement le téléphérique, qui part à 15 heures le samedi 8 avril, en vue de redescendre par le col du Midi. 
Le corps du guide est rapidement retrouvé, entre l'aiguille du Midi et le Gros Rognon, à au moins 5 kilomètres de l'objectif des victimes, le col du Géant. Il n'est qu'à cent mètres du tunnel de l'aiguille du Midi, à côté de sa paire de skis plantée en croix, face contre la neige, avec des restes de biscuits vitaminés à son côté.
Beaucoup plus loin, mais encore proche de l'aiguille du Midi, au-delà de la Bédière, cours d'eau supra-glaciaire issu de la fonte, au niveau du « Passage de la Vierge », la seconde caravane de 14 secouristes partie le lendemain retrouve les corps des deux autres victimes, distincts de seulement 25 mètres l'un de l'autre. L'une des deux, Frédéric Ebel, est mort dans la crevasse où ils s'abritaient, alors que Paul Demarchi, lui, fut retrouvé « très loin de la crevasse ». Les trois victimes semblent ainsi ne pas avoir beaucoup progressé depuis le lieu où elles avaient été aperçues, et d'où elles auraient pu aller s'abriter au refuge du Requin, à moins qu'elles n'aient fait demi tour.
« C'est la première fois qu'une information (judiciaire) est ouverte sur un drame de la montagne », déclare le commissaire divisionnaire Guillaume, entouré du commissaire principal Dubos, du commissaire Chacornac, du docteur Bouvet, médecin légiste de la Haute-Savoie et des inspecteurs Fresneau, Perraud et Piquepaille, de la police judiciaire de Lyon. Mais les résultats de l'autopsie, communiqués 9 jours après le départ des trois hommes, évoque les causes « normales, d'un accident de montagne ». L'enquête se poursuit cependant, avec des auditions à l'hôtel Beaulieu, où Demarchi, Ebel et Munckenbrunn s'étaient donné rendez-vous. Les policiers interrogent Mme Canela, locataire du chalet de Munckenbrunn et enquêtent sur les liens avec l'affaire de la camionnette Swissair, volée en février à l'aéroport de Genève-Cointrin avec 40 millions de francs d'or quelques semaines après un deuxième autre vol d'or important sur les mêmes lieux, faisant suite à un premier le 31 mai 1955 dans un train.

## Les suspects
Frédéric Ebel avait passé plusieurs jours à Chamonix avant sa mort et rencontré un des personnages centraux de l'affaire, Jacques Franchi, « trafiquant notoire de cigarettes, déjà impliqué dans l'Affaire du Combinatie »,, présent selon l'enquête de police à Chamonix du 4 au 9 avril 1956. Par deux fois, il dissimule son identité pour se faire passer pour quelqu'un d'autre. Il se fait passer pour un journaliste parlementaire et passe des appels compromettants. Mais il se présente aussi au chef de centre de la fameuse école-des guides de Chamonix, comme le sous-directeur de l'Olympia de Paris venus à la Montagne pour des opérations de publicité commerciale, afin de se procurer  des affiches touristiques pour installer dans le hall de l'Olympia, ce qui lui aurait permis de faire passer aux victimes un paquet de biscuits vitaminés que les enquêteurs soupçonnent d'avoir été empoisonné.
La police, menée par le commissaire Peyre, s'intéresse aussi à deux autres suspects, Letel et Grundelberg, qui ont séjourné à Chamonix en même temps que Franchi. Jacques Franchi a de son côté affirmé tout ignorer des biscuits vitaminés à l'origine de "la thèse de l'empoisonnement", infirmée finalement par l'autopsie mais reconnu avoir été un ami de Frédéric Ebel. La police a aussi interrogé un ami de Frédéric Ebel, Jean-René Canela, qui était à Chamonix au même moment.